# Schorrensigaar
De schorrensigaar (Sigara selecta) is een wants uit de familie van de Corixidae (Duikerwantsen). De soort werd het eerst wetenschappelijk beschreven door Franz Xaver Fieber in 1848.

## Uiterlijk
De bruinzwarte wants is macropteer en kan 5 tot 6 mm lang worden. Het halsschild is twee keer breder dan dat het lang is, is bruinzwart, net als de voorvleugels, en heeft zes tot acht gele dwarslijntjes. De kop en de pootjes zijn helemaal geel. Tussen het vliezige, doorzichtige deel en het verharde gedeelte van de voorvleugels loopt een gele streep. Over de voorvleugels lopen onderbroken, zigzagvormige, gele dwarstreepjes. De streepjes zijn soms onderbroken door een bruinzwarte lengtelijn, soms door twee lengtelijnen zoals bij de brakwatersigaar (Sigara stagnalis).

## Leefwijze
De soort doorstaat de winter als volgroeid dier en de wants kent één generatie per jaar. Soms is er in gunstige gevallen een tweede generatie. Ze leven voornamelijk in ondiep, brak water zonder al te veel vegetatie.

## Leefgebied
De soort is in Nederland een zeldzame brakwatersoort. In Europa kan de soort voornamelijk aangetroffen worden in kustgebieden vanaf Nederland en Zuid-Engeland tot aan de Middellandse Zeekust.